# 한국이민사박물관
한국이민사박물관(韓國移民史博物館)은 인천광역시 중구 소재의 박물관으로 인천광역시립박물관 분관이다. 같은 분관으로 송암미술관, 검단선사박물관, 인천도시역사관이 있다.

## 연혁
- 2008년 6월 13일 개관.
- 2009. 01. 15 특별전 "우리아이 꼬까옷" 개최
- 2009. 09. 09 미술전 "디아스포라의 귀향" 개최
- 2010. 06. 10 특별전 "또 다른 삶의 울림-낯선 땅, 낯선 생활" 개최
- 2011. 06. 10 특별전 "동방을 밝힌 등불, 북간도 명동촌(明東村)" 개최
- 2012. 06. 13 특별전 "젊음, 독일행 비행기에 오르다" 개최
- 2013. 06. 13 특별전 "자이니치(在日) 학교들-재일 한인 민족교육" 개최
- 2014. 09. 01 특별전 "황무지에서 지켜낸 민족혼" 개최
- 2015. 09. 21 특별전 "사할린 한인의 망향가" 개최
- 2016. 08. 23 특별전 "또 다른 이민, 해외 입양" 개최
- 2017. 09. 05 특별전 "새롭게 보는 하와이 韓人 독립운동 자료전" 개최
- 2018. 12. 14 특별전 "기억할게 우토로" 개최
- 2019. 10. 25 특별전 "에네켄에 담은 염원, 꼬레아노의 꿈" 개최
- 2020. 09. 28 특별전 "아름다운 영웅 김영옥" 개최

## 시설 현황
- 위치 : 인천광역시 중구 월미로329 (북성동 1가)
- 시설규모 : 지하1층, 지상3층
- 건물(연면적) : 4,127㎡

## 관람 안내
- 09:00 ~ 18:00
- 관람 마감 시간 30분 전까지 입장 가능